# Андре Тешіне
Андре́ Тешіне́ (фр. André Téchiné; нар. 13 березня 1943, Валанс-д'Ажен, Франція) — французький кінорежисер і сценарист, кінокритик.

## Біографія
Андре Тешине народився у маленькому містечку Валанс-д'Ажен, в департаменті Тарн і Гаронна на півдні Франції, в Піренеях.  Його сім'я, іспанського походження, володіла невеликим бізнесом з виробництва сільськогосподарського устаткування. З 1952 по 1959 роки він навчався в католицькій школі-інтернаті у Монтобані. По неділях дозволялося виходити за межі школи, і юний Андре ходив в кіно. Потім Тешіне перейшов до звичайної державної світської школи, а в 19 років перебрався до Парижа, де поступив в кіношколу IDHEC. Після року навчання, у 1964 році він опублікував в часописі «Кайе дю Сінема» критичну статтю про фільм «Ніжна шкіра» Франсуа Трюффо і, отримавши високу оцінку, став постійним автором, пропрацювавши там з 1964 по 1967 роки. Одночасно працював асистентом режисера Жака Ріветта, викладав в IDHEC. У 1967 році Тешіне зняв свою дипломну роботу — короткометражку «Англійські птахи».
Дебютував у великому кіно в 1969 році, знявши фільм «Поліна йде», який представляв Францію на Венеційському кінофестивалі, але на екрани вийшов лише у 1975 році.
Найвідоміші роботи режисера: «Сестри Бронте» (1979), «Побачення» (1985, премія Каннського кінофестивалю за найкращу режисуру), «Я не цілуюся» (1991), «Дикі очерети» (1994, три премії «Сезар», у тому числі за найкращий фільм та найкращу режисуру).

## Фільмографія
| Рік  | Назва                              | Оригінал                        | Примітки                                             |
| ---- | ---------------------------------- | ------------------------------- | ---------------------------------------------------- |
| 1969 | Поліна йде                         | Paulina s'en va                 | режисер, сценарист                                   |
| 1975 | Спогади про Францію                | Souvenirs d'en France           | режисер, сценарист                                   |
| 1975 | Алоїза                             | Aloïse                          | сценарист                                            |
| 1976 | Бароко                             | Barocco                         | режисер, сценарист                                   |
| 1979 | Сестри Бронте                      | Les Sœurs Brontë                | режисер, сценарист                                   |
| 1981 | Готель «Америка»                   | Hôtel des Amériques             | режисер, сценарист                                   |
| 1983 | Матіуетт, або Глушина              | La matiouette ou l'arrière-pays | сценарист                                            |
| 1985 | Побачення                          | Rendez-vous                     | режисер, сценарист                                   |
| 1986 | Місце злочину                      | Le Lieu du crime                | режисер, сценарист                                   |
| 1987 | Невинні                            | Les Innocents                   | режисер, сценарист                                   |
| 1991 | Я не цілуюся                       | J'embrasse pas                  | режисер, сценарист                                   |
| 1991 | Погана дівчинка                    | Mauvaise fille                  | сценарист                                            |
| 1993 | Улюблена пора року                 | Ma saison préférée              | режисер, сценарист                                   |
| 1994 | Дикі очерети                       | Les Roseaux sauvages            | режисер, сценарист                                   |
| 1996 | Злодії                             | Les Voleurs                     | режисер, сценарист                                   |
| 1996 | Трансатлантика                     | Transatlantique                 | сценарист                                            |
| 1998 | Аліса та Мартен                    | Alice et Martin                 | режисер, сценарист                                   |
| 2001 | Далеко                             | Loin                            | режисер, сценарист                                   |
| 2001 | Кафе на пляжі                      | Café de la plage                | сценарист (адаптація)                                |
| 2003 | Заблудні                           | Les Égarés                      | режисер, сценарист                                   |
| 2004 | Повернути час назад                | Les Temps qui changent          | режисер, сценарист                                   |
| 2007 | Свідки                             | Les Témoins                     | режисер, сценарист                                   |
| 2009 | Донька лінії метро                 | La Fille du RER                 | режисер, сценарист (адаптація)                       |
| 2011 | Незавершений роман                 | Impardonnables                  | режисер, сценарист                                   |
| 2014 | Чоловік, якого надто сильно любили | L'homme que l'on aimait trop    | режисер, сценарист                                   |
| 2016 | Бути 17-річним                     | Quand on a 17 ans               | режисер, сценарист (з Селін Ск'ямма)                 |
| 2017 | Наші божевільні роки               | Nos années folles               | режисер, сценарист (з Седріком Анже)                 |
| 2019 | Прощання з ніччю                   | L'Adieu à la nuit               | режисер, сценарист (з Амером Альваном та Леа Місіус) |

## Нагороди та номінації

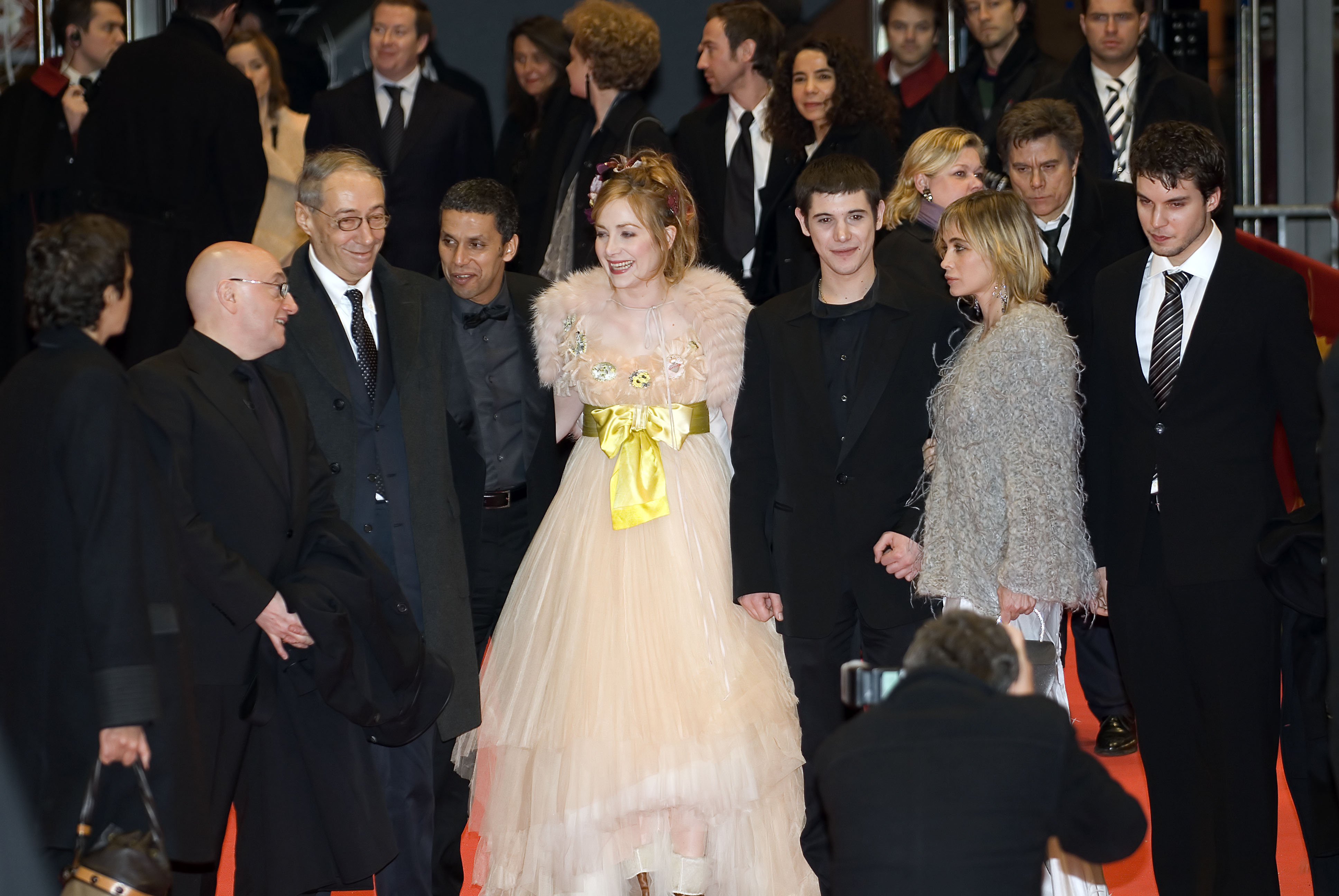
Знімальна група фільму «Свідки» на Берлінале, 2007

| Рік                                                   | Категорія                                       | Номінант            | Результат |
| ----------------------------------------------------- | ----------------------------------------------- | ------------------- | --------- |
| Берлінський міжнародний кінофестиваль                 |                                                 |                     |           |
| 2005                                                  | Золотий ведмідь                                 | Повернути час назад | Номінація |
| 2007                                                  | Золотий ведмідь                                 | Свідки              | Номінація |
| Венеційський кінофестиваль                            |                                                 |                     |           |
| 2001                                                  | Золотий лев                                     | Далеко              | Номінація |
| Каннський кінофестиваль                               |                                                 |                     |           |
| 1979                                                  | Золота пальмова гілка                           | Сестри Бронте       | Номінація |
| 1985                                                  | Золота пальмова гілка                           | Побачення           | Номінація |
| 1985                                                  | Найкращий режисер                               | Побачення           | Перемога  |
| 1986                                                  | Золота пальмова гілка                           | Місце злочину       | Номінація |
| 1993                                                  | Золота пальмова гілка                           | Улюблена пора року  | Номінація |
| 1996                                                  | Золота пальмова гілка                           | Злодії              | Номінація |
| 2003                                                  | Золота пальмова гілка                           | Заблудні            | Номінація |
| Премія «Сезар»                                        |                                                 |                     |           |
| 1977                                                  | Найкращий фільм                                 | Бароко              | Номінація |
| 1977                                                  | Найкращий режисер                               | Бароко              | Номінація |
| 1995                                                  | Найкращий фільм                                 | Дикі очерети        | Номінація |
| 1995                                                  | Найкращий режисер                               | Дикі очерети        | Перемога  |
| 1995                                                  | Найкращий оригінальний або адаптований сценарій | Дикі очерети        | Номінація |
| Приз Луї Деллюка                                      |                                                 |                     |           |
| 1994                                                  | Найкращий фільм                                 | Дикі очерети        | Перемога  |
| Премія Асоціації кінокритиків Лос-Анджелеса           |                                                 |                     |           |
| 1994                                                  | Найкращий фільм                                 | Дикі очерети        | Перемога  |
| Чеський кінофестиваль геївського та лесбійського кіно |                                                 |                     |           |
| 2007                                                  | Приз головного журі за найкращий фільм          | Свідки              | Перемога  |